# Brejos do Assa
Brejos do Assa, também conhecida como Brejo do Assa, é uma aldeia da freguesia e do Município de Palmela, Distrito de Setúbal, em Portugal.
Em 1904, Brejos do Assa pertencia à freguesia de São Sebastião, no concelho de Setúbal.
Segundo dados do Censos 2011, nesse ano residiam aqui 735 pessoas, em 261 agregados familiares, e 319 habitações, 314 das quais de uso exclusivamente residencial. Apenas um dos edifícios era anterior a 1919, existindo outros dois construídos entre 1919 e 1945, sendo os restantes de construção mais recente.
Em março de 2010, foi construída a rede de drenagem de águas residuais domésticas e pluviais, representando um investimento de 630 mil euros. Foram construídos 5.014 metros de colector de drenagem, com 228 ramais domiciliários domésticos e 764 metros de colector pluvial, assim como duas estações elevatórias, uma das quais compacta, junto ao Kartódromo, com o objetivo de elevar o efluente da parte da rede de drenagem para a rede em alta, no Aceiro do Caçarino. O efluente da restante rede é drenado para outra estação elevatória. Em novembro de 2017, esta rede foi ligada à restante rede municipal.
Em 2016, Brejos do Assa era descrita como uma terra de casas modestas e cuidadas, e de grandes vivendas, com largos portões e jardins, por vezes com piscina.
Em 2017, existia na aldeia uma Área Urbanas de Génese Ilegal, com uma extensão de 7.100 m2, estando a ser reconvertida por loteamento.
Na localidade encontra-se a Escola Básica de Brejos do Assa, requalificada em 2019, e o Centro Jovem Tabor, uma Instituição Particular de Solidariedade Social sob a dependência da Diocese de Setúbal,  que acolhe cerca de duas dezenas de jovens com dificuldades de inserção na sociedade.
Brejos do Assa dispunha de um centro de saúde, que servia uma população de 947 utentes, todos sem médico de família. Em junho de 2021, esta unidade encerrou, indicando aos utentes que se deveriam dirigir à unidade de Águas de Moura, a mais de 15 quilómetros de distância.
Entre o comércio da aldeia conta-se o Café Ruby,  e o restaurante "Âncora & Serrano", cuja especialidade é bacalhau com Fogaça e castanhas.
Entre 2014 e 2015, esteve instalada numa casa e quintal da povoação a falsa seita da Verdade Celestial.